# Jane Cowl
Jane Cowl, nata Grace Bailey (Boston, 14 dicembre 1884 – Santa Monica, 22 giugno 1950), è stata un'attrice, commediografa e sceneggiatrice statunitense.

## Biografia
Insieme all'amica Jane Murfin, con lo pseudonimo di Allan Langdon Martin, scrisse una serie di lavori teatrali di successo che furono adattati per lo più anche per lo schermo.
Era sposata con il produttore Adolph Klauber.

## Filmografia

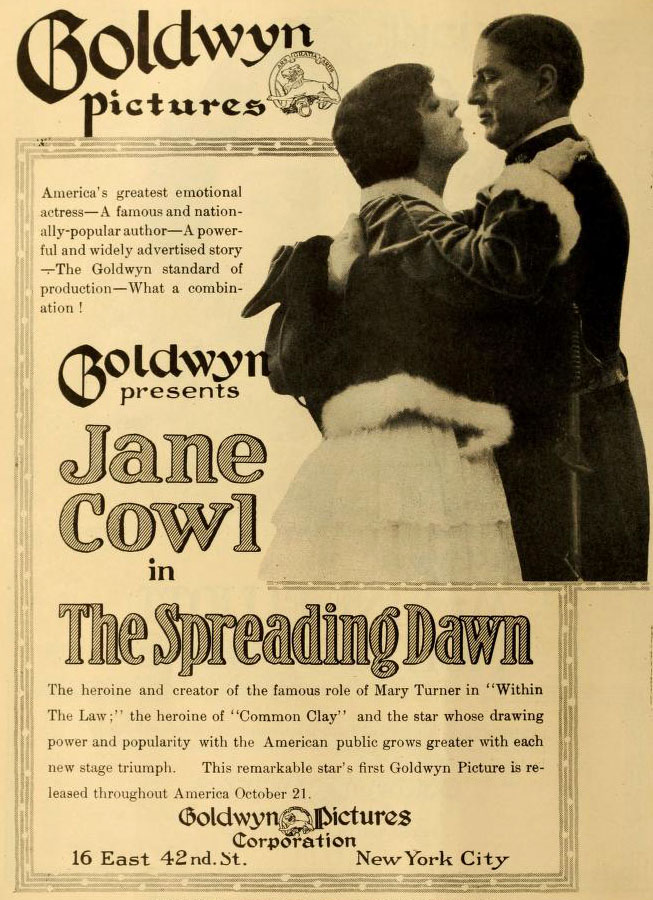
The Spreading Dawn (1917)

### Sceneggiatrice
- Daybreak, regia di Albert Capellani (1918)
- A Temperamental Wife, regia di David Kirkland (1919)
- Smilin' Through, regia di Sidney Franklin (1922)
- Flapper Wives, regia di Justin H. McCloskey e Jane Murfin (1924)
- Le sette aquile (Lilac Time), regia di George Fitzmaurice e Frank Lloyd (1928)
- Catene (Smilin' Through), regia di Sidney Franklin (1932)
- Catene del passato (Smilin' Through), regia di Frank Borzage (1941)
- Broadway Television Theatre - serie TV, episodio 2x19 (1953)

### Attrice
- Garden of Lies, regia di John H. Pratt (1915)
- The Spreading Dawn, regia di Laurence Trimble (1917)
- La taverna delle stelle (Stage Door Canteen), regia di Frank Borzage (1943) - se stessa
- Gli ultimi giorni di uno scapolo (Once More, My Darling), regia di Robert Montgomery e Michael Gordon (1949)
- Nozze infrante (The Secret Fury), regia di Mel Ferrer  (1950)
- Non voglio perderti (No Man of Her Own), regia di Mitchell Leisen  (1950)
- L'ambiziosa (Payment on Demand), regia di Curtis Bernhardt  (1951)

## Spettacoli teatrali
- Within the Law di Bayard Veiller (Broadway, 11 settembre 1912)
- The Road to Rome di Robert Emmet Sherwood (prima 31 gennaio 1927)